# 貝馬拉哈國家公園
貝馬拉哈國家公園（法語：Parc national Tsingy de Bemaraha，又譯黥基貝馬拉哈）是馬達加斯加的國家公園，位於該國中西部梅拉基區，距離首都塔那那利佛約300公里，佔地723平方公里，成立於1997年8月1日，以喀斯特地形聞名，被聯合國列為世界遺產。
18°40′S 44°45′E / 18.667°S 44.750°E
1. ↑  . Linfo.re. Antenne Reunion Télévision.   [2023-02-24]. （原始内容存档于2023-02-24）.